# Мала Чауса
Мала Чауса (слч. Malá Čausa) насељено је мјесто са административним статусом сеоске општине (слч. obec) у округу Прјевидза, у Тренчинском крају, Словачка Република.

## Становништво
| Година:    | 1994. | 2004.   | 2014.   | 2024.   |
| ---------- | ----- | ------- | ------- | ------- |
| Број људи: | 628   | 621     | 680     | 706     |
| Разлика:   |       | -1,11 % | +9,50 % | +3,82 % |

| Година:    | 2023. | 2024.   |
| ---------- | ----- | ------- |
| Број људи: | 705   | 706     |
| Разлика:   |       | +0,14 % |

Према подацима о броју становника из 2011. године насеље је имало 668 становника.